# Relações entre Brasil e Sudão
As relações entre Brasil e Sudão são as relações diplomáticas estabelecidas entre a República Federativa do Brasil e a República do Sudão. Em 2004, o Sudão abriu uma embaixada em Brasília e em 2006, o Brasil passou a ter uma embaixada em Cartum. Estas relações vêm se desenvolvendo em diversos campos, especialmente no comércio, economia e política.
Em 24 de novembro de 2010, houve a assinatura de acordos para facilitar as relações entre os dois países, o que incluiu a isenção de vistos em passaportes diplomáticos. No mesmo ano, o governo brasileiro prestou ajuda humanitária aos sudaneses, doando US$ 200 mil para o combate à mortalidade infantil e US$ 300 mil para o incentivo à agricultura familiar em Darfur.

## Direitos humanos
Em 2006, o Brasil se absteve na votação de uma resolução da Organização das Nações Unidas que pedia a investigação de acusados por abusos e mortes na região de Darfur, e ajudou na aprovação de uma moção mais branda, com elogios ao governo de Omar al-Bashir. Na época, o Itamaraty justificou a posição brasileira dizendo que o país desejava um "consenso eficaz em torno do assunto". Bashir acabou tendo a prisão ordenada pelo Tribunal Penal Internacional em março de 2009, por crimes contra a humanidade. Posteriormente, o governo do Brasil votou contra os interesses do governo do Sudão, pela manutenção de uma investigação independente dos crimes cometidos no país.